# Torreta (Cotlliure)
La Torreta, és una torre de vigilància de la vila de Cotlliure, a la comarca del Rosselló, de la Catalunya del Nord. Està situada al nord-oest del nucli urbà. Formava part d'una xarxa de dispositius de vigilància (com també la Torre de la Maçana i la de Madaloc) de la mar que es poden retrobar a tota la costa dels Països Catalans i fins i tot a tota la conca mediterrània i, segles més tard, de la de defensa de la vila i port de Cotlliure.